# Дмитровичі (Яворівський район)
Дми́тровичі — село в Україні, у Судововишнянській міській громаді, Яворівського району, Львівської області. Населення становить 412 осіб (станом на 1 січня 2024 року). Орган місцевого самоврядування — Судововишнянська міська рада. Колишній адміністративний центр Дмитровицьккої сільської ради, якому до 2020 року підпорядковувалися села Дмитровичі, Волостків, Загороди та Заріччя.

## Населення
У 1880 році в селі мешкало 1029 осіб. Станом на січень 1939 року у селі мешкало 1310 осіб, з них: 1095 українців, 25 поляків, 100 латинників та 30 юдеїв, а наприкінці 1960-х років — 745 осіб. За даними всеукраїнського перепису населення 2001 року у селі мешкало 535 осіб, у 2024 році — 412 осіб.
Мова
Розподіл населення за рідною мовою за даними перепису 2001 року був наступним:
| українська | 535 | 100,00 |

## Географія
Село розташовано за 54 км від обласного центру, за 28 км від районного центру та 12 км від найближчої залізничної станції — зупинного пункту Хоросниця двоколійній лінії Львів — Мостиська II. Межує з селами Волостків, Загороди та Заріччя та Кульматичі. Між селами Дмитровичі та Загороди тече річка Вишня. Права притока Сяну (басейн Вісли).

## Топоніми

### Урбаноніми
Кількість елементів інфраструктури в селі — це 3 вулиці.
Вулиці
- Загородки
- Молода
- Центральна

## Історія
Перша згадка про Дмитровичі датується XIV століттям, як власність руських бояр Дечка та Івана. У 1385 році село визначається як таке, що втратило власників і тому може бути надане новим. В історичній науці існує думка, що із селом пов'язане походження управителя Русі Дмитра Дедька, оскільки, як відомо, він був воєводою Перемишля укріплення якого утримувались, крім Аксманичів, Плешовичів та Поповичів також і Дмитровичами. Ймовірно, саме ним у цей час було збудоване, або укріплено поселення. Однак, така версія не знайшла загальної підтримки у інших вчених.. Відсутність спадкоємців у перших відомих власників поселення Дечка та Івана може бути пов'язана із різаниною руських бояр, що мала місце у районі Перемишля в цей час. У 1385 році угорська королева Марія передала поселення якомусь Іоанну з Палугії (лат. Ioanni de Palugya) та його братам всі ці під-Перемишльські місцевості для продовження тут господарської діяльності, ймовірно, для справного виконання тих функцій із підтримання укріплень міста, які вони виконувати і раніше. Наприкінці XIX століття власником найбільших маєтностей була графиня Валерія Лончинська з графського роду Лось.
За радянських часів в селі функціював колгосп імені Енгельса, що мав 1500 га земельних угідь, з них 959 га ріллі та спеціалізувався на рільництві та тваринництві, а також працювали восьмирічна та початкова школи, бібліотека, клуб.

## Пам'ятки, визначні місця

### Сакральна архітектура
Церква Святого Миколая. Відомо, що у 1510 році вже існувала парафіяльна церква. Теперішню церкву збудували у 1655 році, як свідчить різьблений напис на пізнішому одвірку (надпоріжнику) західних дверей: «ЦР.CОЗ 1655 Рєп. 1873». У 1675 році парафія отримала ерекційні документи від дідичів Рамултів. На південній стіні вівтаря, на другому брусі від підвалин різьблений напис сповіщає: «(Важилася церков) АΨЕ Мц Мая».
Церква дерев'яна, тризрубна, одноверха. Нава вкрита чотирисхилим наметом на низькому четверику. В церкві зберігся іконостас з 1674 року пензля маляра Федора з Вишні та стінопис 1698 року з зображенням «Страстей» на північній та «Страшного суду» на південній стінах нави. В іконостасі у с. Дмитровичі маляр Федір підписався у правому нижньому кутку ікони з зображенням апостола Петра. За стилістичними ознаками пензлю Федора належить ікона «Христос і Богородиця» у нижньому ярусі іконостаса, ліва частина апостольського ряду, ікона «Знамення» та медальйони із зображенням пророків, 10 ікон празникового ряду і центральна ікона — «Христос-Вседержитель». Іконостас у селі Дмитровичі, незважаючи на перебудову, зберіг основні риси, що характеризують завершений тип іконостаса XVII століття.
Розміри церкви 14,9×6,3 м. Цікаво, що церква дійшла до нашого часу без жодної прибудови. Будівля важена у 1702 року (напис на зовнішньому зрубі вівтаря). Реставрована в кінці XVIII століття, у 1873 та 1974 роках. У 1960-1989 роках стояла зачиненою, у  2007-2008 роках зовні ремонтована. У 1989-2018 роках належала до Львівської єпархії Української автокефальної православної церкви, від 2018 року перебуває в користуванні релігійної громади парафії Святителя Миколая Дрогобицько-Самбірської єпархії Православної церкви України. 
На північ від церкви розташована дерев'яна триярусна дзвіниця, збудована у 1690 році. Дзвіниця завершена чотирисхилим шатровим верхом з маківкою. Конструкції каркасні, ошальовані. Верхній ярус облаштований у вигляді відкритої аркади. Перший ярус оточений широким піддашшям на приставних кронштейнах. Територія оточена глухим дерев'яним парканом. Церква Святого Миколая з дзвіницею внесені до реєстру пам'яток архітектури за охоронними № 1376/1 та № 1376/2.
У 1993 році в селі збудована нова мурована церква Святого Миколая.

Сакральна архітектура с. Дмитровичі
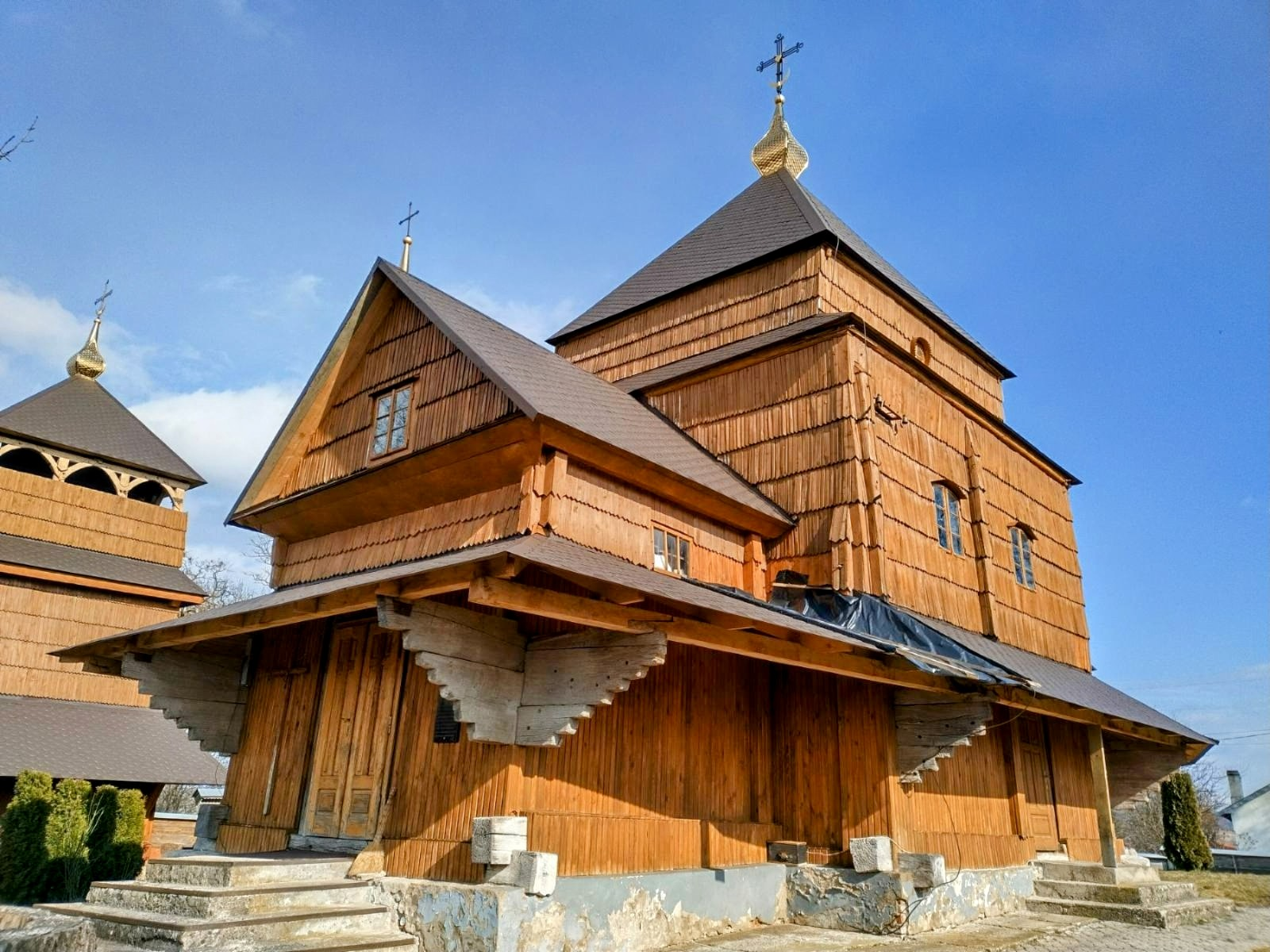
Головний фасад церкви Святого Миколая (1655)
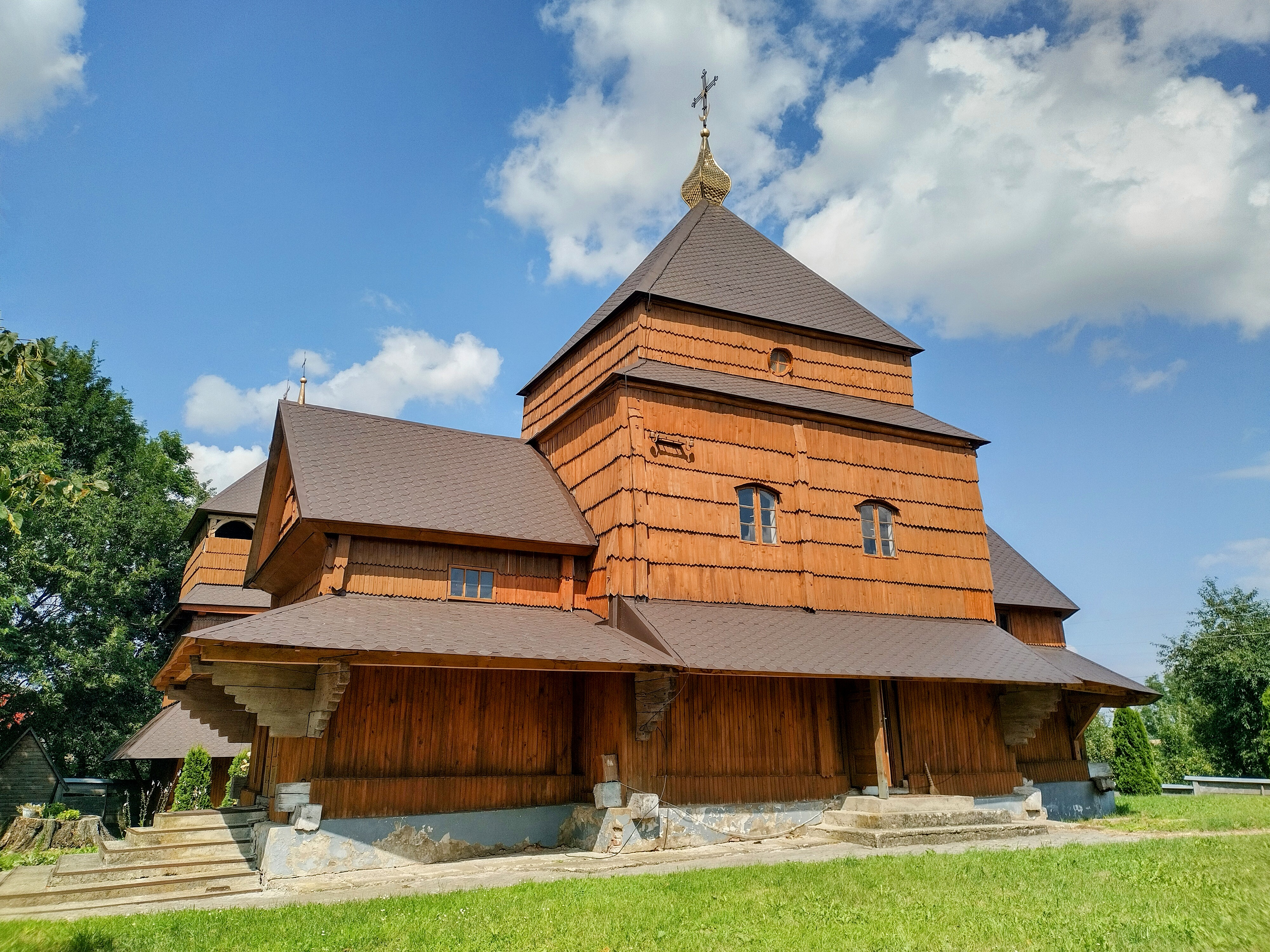
Вигляд церкви Святого Миколая (1655)
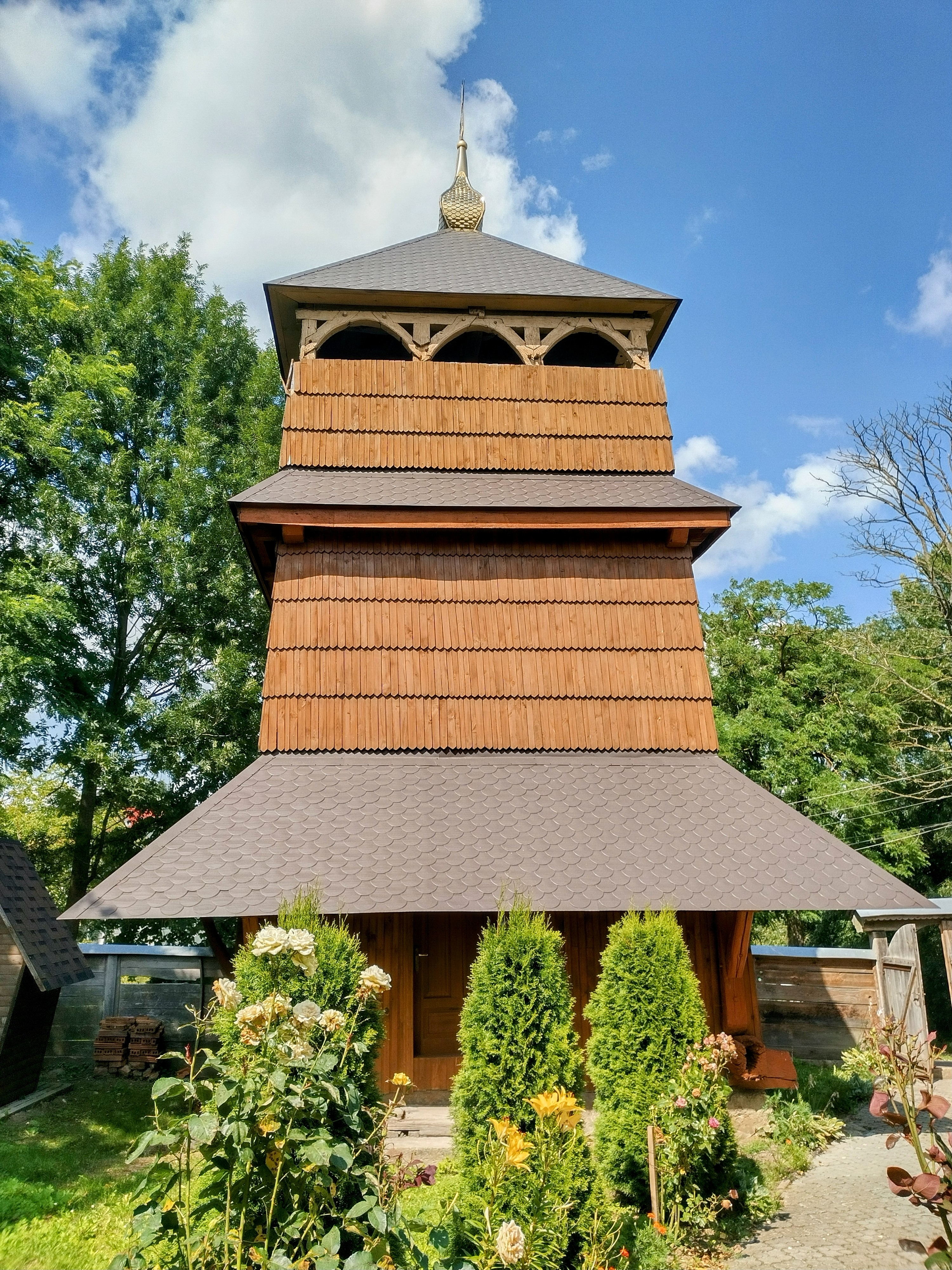
Дзвіниця (1690)
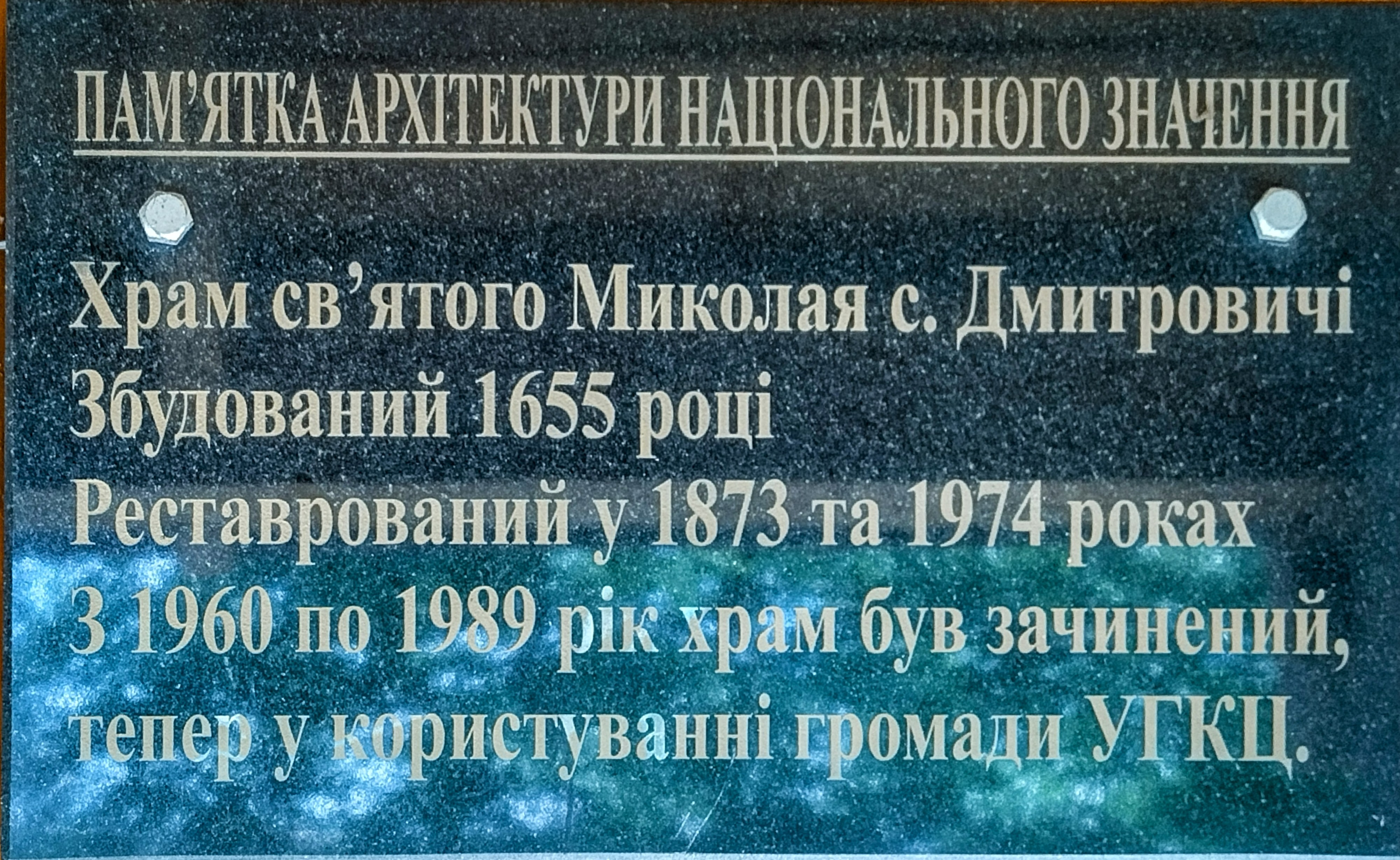
Інформаційна таблиця
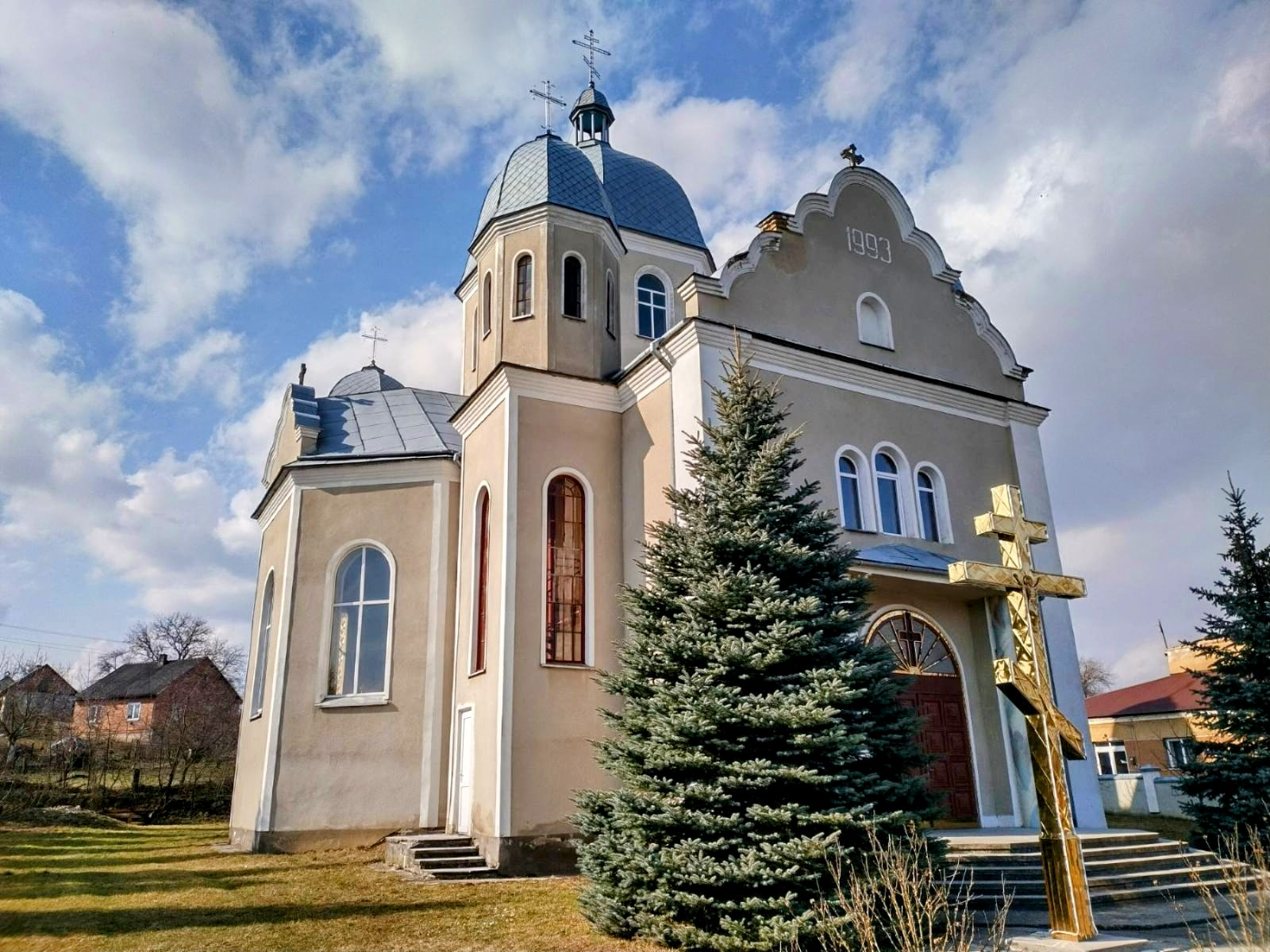
Церква Святого Миколая (1993)

## Відомі люди

### Народилися
- Ващишин Ілько Григорович (1898-1939) — підхорунжий УГА. Був інтернований. Перебував у таборі інтернованих вояків УНР та УГА в селі Пикуличі, що неподалік Перемишля. Після звільнення переїхав на Закарпаття та оселився в Хусті. Обіймав різні громадсько-політичні посади поміж українцями Закарпаття. Брав участь у проголошенні Карпатської України, працював в уряді Августина Волошина[25]. Вояк «Карпатської Січі»[26]. Розстріляний мадярами за робочим столом[25] у березні 1939 року[26].
- Ващишин Павло Григорович (1896-??) — доброволець УГА. Був інтернований. Перебував у таборі інтернованих вояків УНР та УГА в селі Пикуличі, що неподалік Перемишля. Після звільнення переїхав на Закарпаття. Працював у книжковому видавництві та в українських книгарнях. У 1930-х роках повернувся в Галичину. На початку 1939 року емігрував в Німеччину, потім у США, де й помер[25].
- Гринишин Михайло (1897-1919) — вояк легіону Українських Січових Стрільців. У 1916 році закінчив гімназію у Перемишлі. Помер від тифу у 1919 році. Похований у Станіславові (нинішній Івано-Франківськ)[25].
- Гринчук Григорій (1893-??) — вояк легіону Українських Січових Стрільців. У 1916 році стрілець 7-ої сотні 1-го полку УСС. Рік та місце загибелі невідомі[25].
- Губаль Йосип Васильович (1893—1983) — вояк-артилерист легіону Українських Січових Стрільців, громадський діяч, в'язень радянських таборів.
- Гуль Петро — старшина УГА. Чотовий у групі «Крукеничі-Дмитровичі-Княжий Міст». У 1918 році закінчив гімназію у Перемишлі. Рік та місце загибелі невідомі[25].
- Дмитрасевич Тадей Антонович (1906—1976) — український громадський діяч, публіцист, історик, краєзнавець, засновник історико-краєзнавчий музей Судової Вишні.
- Ковач Іван (1890-1919) — вояк легіону Українських Січових Стрільців. Помер від тифу у 1919 році. Похований у Станіславові (нинішній Івано-Франківськ)[25].
- Козак Антін (??-1920) — вояк УГА. Чотовий у групі «Крукеничі-Дмитровичі-Княжий Міст». У 1918 році закінчив гімназію у Перемишлі. Помер від тифу у 1920 році на Великій Україні[25].
- Козак Степан (??-1941) — чотар Галицько-Буковинського куреня Січових Стрільців, у складі якого брав участь у війнах за незалежність УНР. З приходом до влади гетьмана Павла Скоропадського полк Січових Стрільців у 1918 році на вимогу німецького командування роззброїли та розформували. Станом на серпень 1920 року перебував в одній з робітничих сотень у Кошицях, а в другій половині серпня 1920 року повернувся додому[27][28]. Закатований НКВС у 1941 році[29].
- Хухра Михайло — старшина УГА. У 1909 році закінчив гімназію у Перемишлі. Пропав безвісти на Великій Україні[25].
- Богдан (Шпилька) (1892—1965) — єпископ Константинопольської православної церкви, митрополит Евкарпійський, вікарій Американської архієпископії.
- Пантелеймон Шпилька (1883—1950) — греко-католицький священик, активний учасник українського національного руху на Лемківщині, ініціатор проголошення Команчанської республіки у 1918 році.

## Інфраструктура

### Освіта
У селі працює одна школа — Дмитровицька гімназія Судововишнянської міської ради Яворівського району Львівської області на 150 учнівських місць. Також відкрито дошкільний навчальний заклад «Соняшник», який відвідує 30 дітей. Всі культурні заходи проходять в Народному домі села Дмитровичі.

#### Історія школи
Спочатку тут була однокласна школа, де один вчитель навчав усіх дітей. У 1865 році вона стала державною чотирикласною. В школі містилось житло учителя (дві кімнати і кухня з земляною підлогою) та класна кімната зі стовпом посередині. За Австрії навчання велося українською та польською мовами, за Польщі — виключно польською. Михайло Дмитрасевич та його дружина працювали у школі цей час. Вони мали чотирьох синів, двоє з них стали священиками, а Антін та Миколай — вчителями. Молодий вчитель Антін Дмитрасевич спільно з студентами-гімназистами заснував у селі читальню товариства «Просвіта» та осередок спортивно-пожежно-руханкового товариства «Січ». Син Антіна Тадей Дмитрасевич також спочатку вчителював у школі, а пізніше очолив її.
Сучасна школа знаходиться в приміщенні колишньої сільської контори, збудованої ще у 1950-х роках. У 1980 році добудовано спортивний зал та частину класних приміщень. У 2007 році за сприяння Українського фонду соціальних інвестицій проведено ремонт покрівлі, заміну вікон та вхідних дверей школи, що значно покращило тепловий режим та естетичний вигляд школи. Того ж року при школі відкрито дошкільний навчальний заклад «Соняшник». У 2011 році школу реорганізовано у Дмитровицький навчально-виховний комплекс «загальноосвітній навчальний заклад I—III ступенів — дошкільний навчальний заклад». У 2021 році Дмитровицький навчально-виховний комплекс став гімназією. Нині у навчальному закладі здобувають освіту 107 учнів.

### Торгівля
Найбільшою підприємницькою структурою у Дмитровичах є фермерське господарство «Шеврет», що спеціалізується на розведенні овець та кіз, гуртовій торгівлі молочними продуктами, переробці молока, виробництві сиру та масла, м'яса.